# Mosquée Ben Youssef (Essaouira)
Pour les articles homonymes, voir Mosquée Ben Youssef.
La Mosquée Ben Youssef est la plus grande mosquée de la ville d'Essaouira, au Maroc.  
Elle est l'un des édifices les plus importants et les plus imposants de la ville. Elle se trouve dans la partie sud-est de la médina d'Essaouira, et fait la liaison entre la Kasbah et le reste de la médina.

## Architecture
D'une superficie de 2 000 m2, il s'agit de la plus grande mosquée de la ville. Son minaret mesure 66,34 m de hauteur, pour une base de 6,8 m.